# Jean Laurans
Jean Elizabeth Laurans est un homme politique français né en 1763 à Pampelonne et décédé le 30 mars 1820 à Paris.
Administrateur du département, il est élu député du Tarn au Conseil des Cinq-Cents le 23 germinal an V. Il sort du conseil en l'an VII.

## Sources
- « Jean Laurans », dans Adolphe Robert et Gaston Cougny, Dictionnaire des parlementaires français, Edgar Bourloton, 1889-1891 [détail de l’édition]